# Eritrina (arbre)

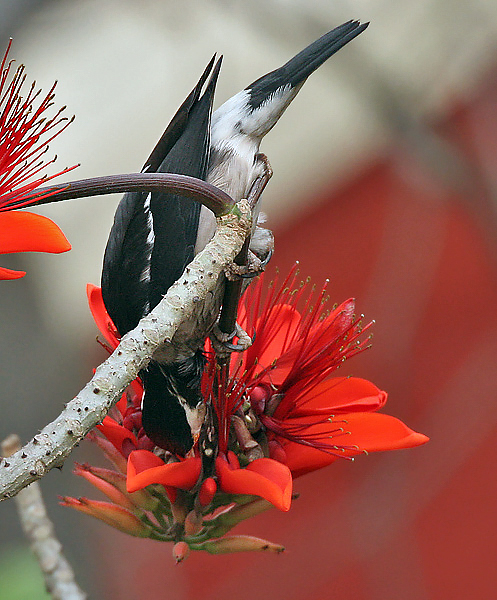
Les flors brillants d'(Erythrina variegata) atreuen l'estornell asiàtic (Gracupica contra), Kolkata (Índia).

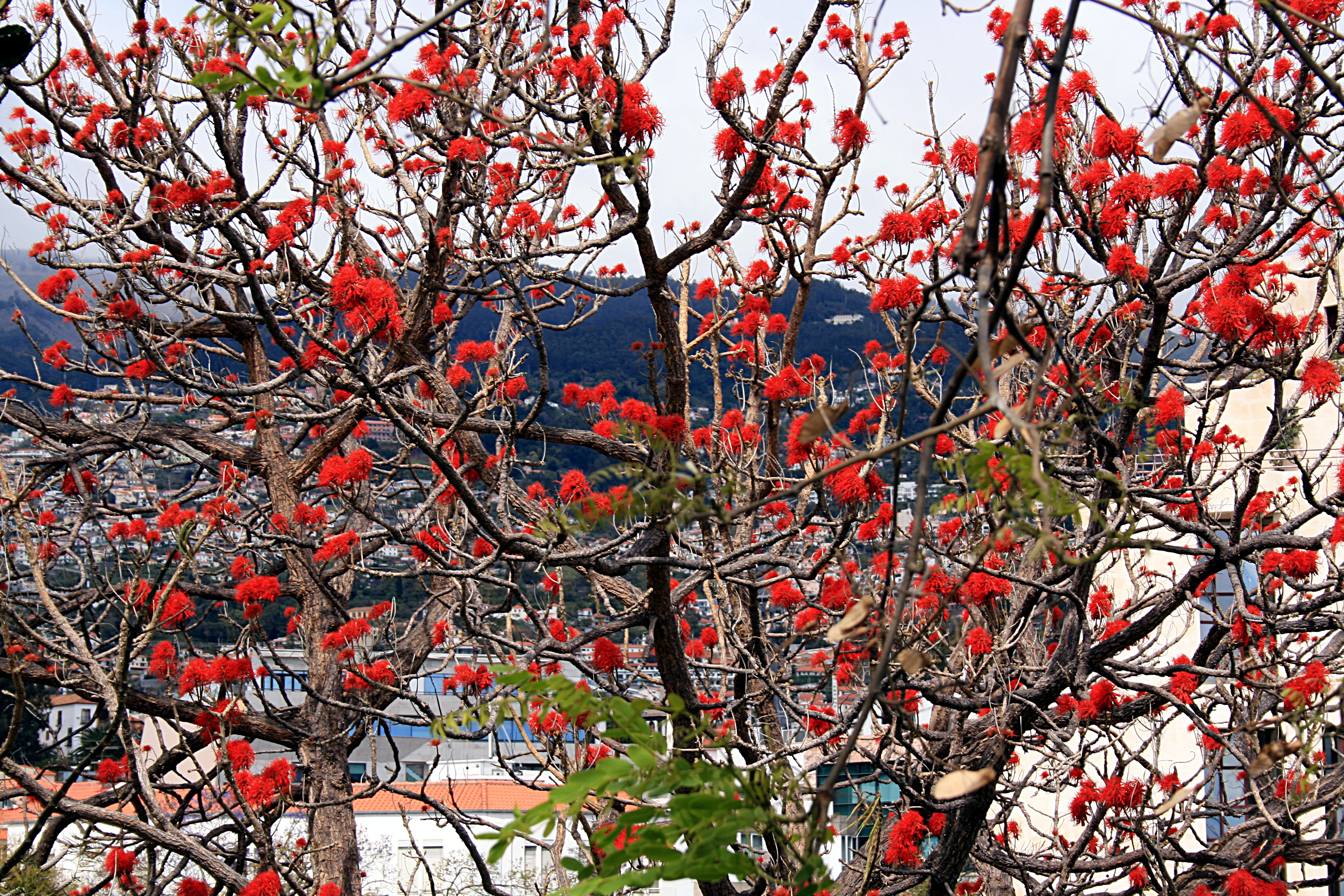
Erythrina abyssinica a Funchal (Madeira)

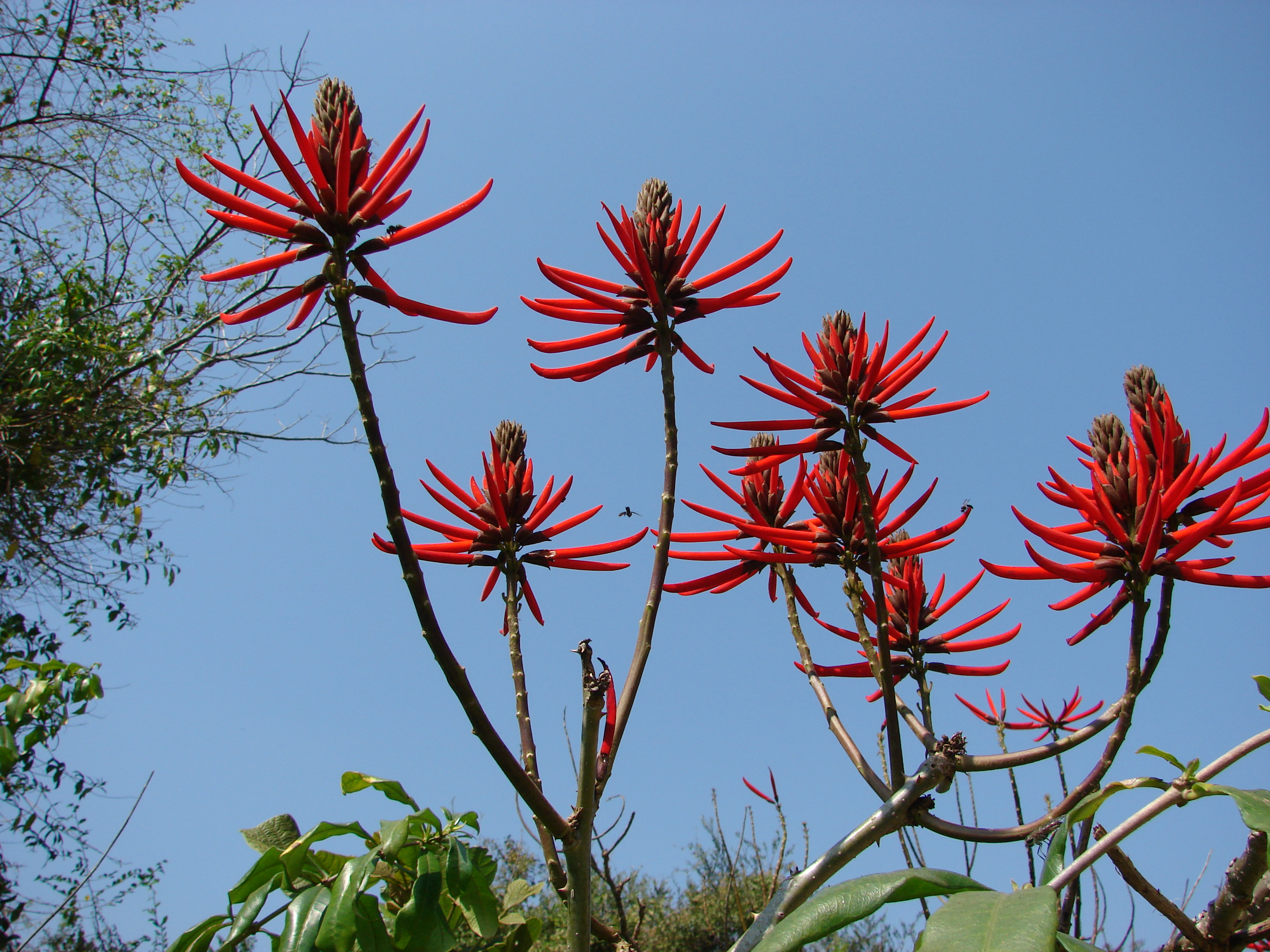
Erythrina speciosa en flor Brasil

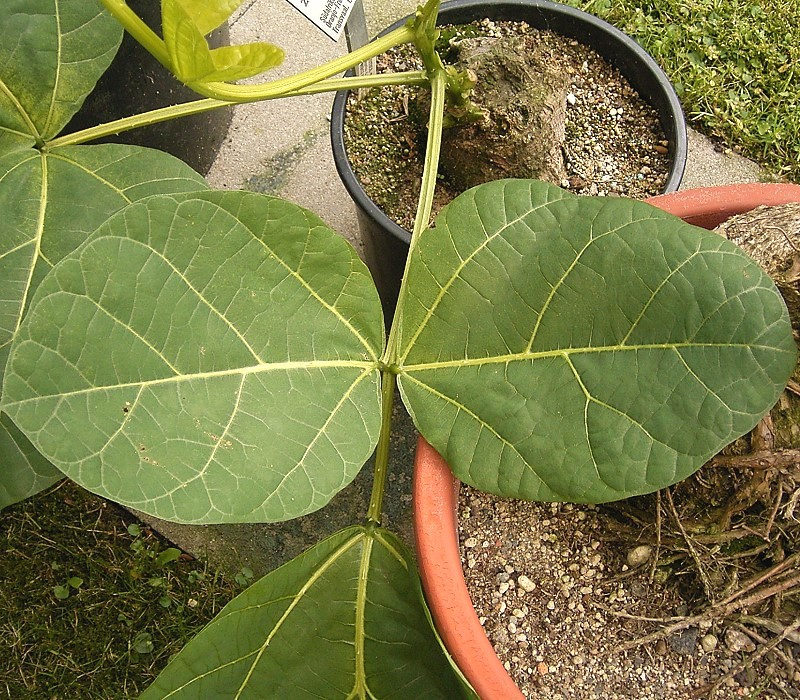
Fulles dErythrina zeyheri

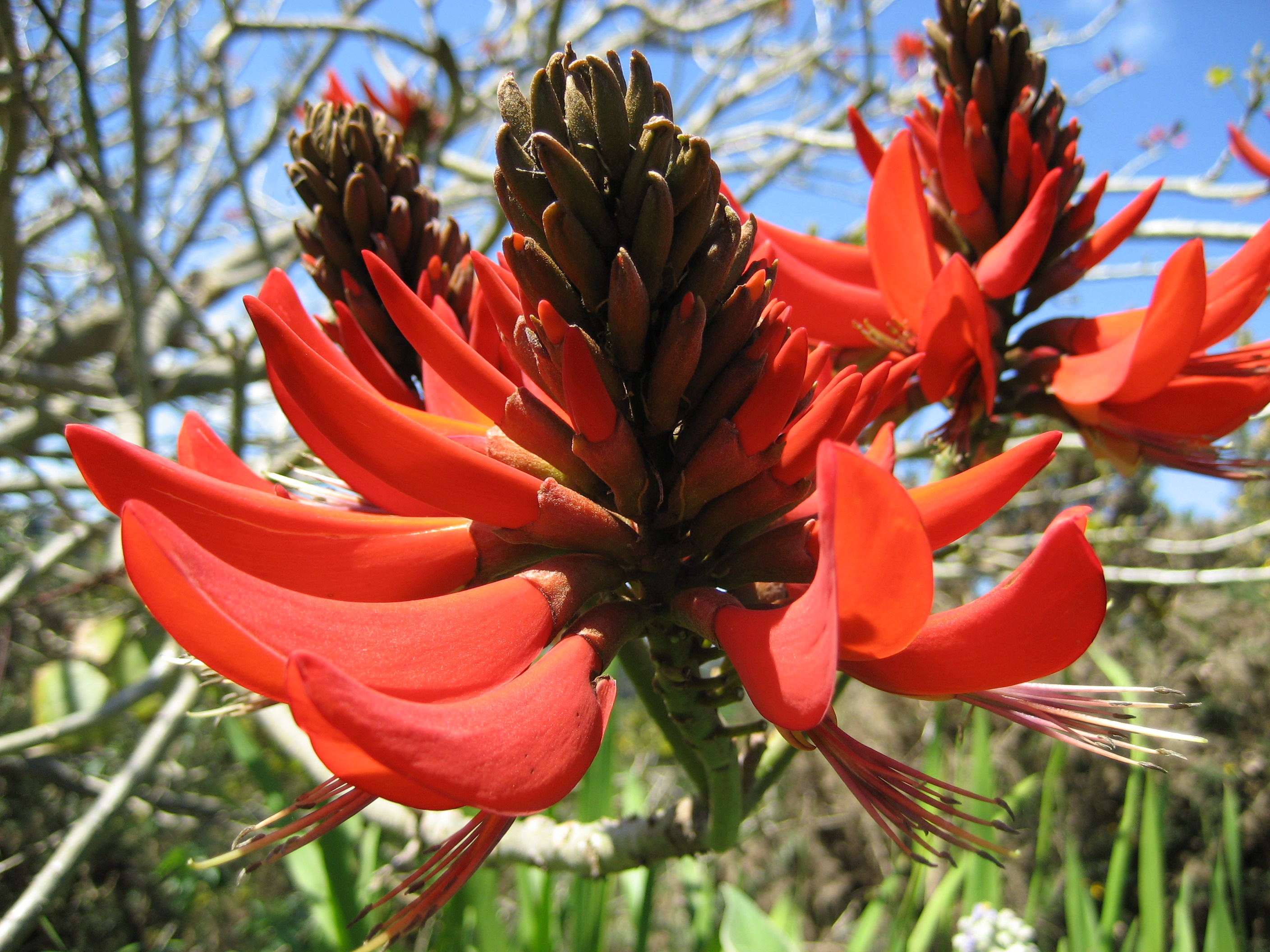
Erythrina ×sykesii en flor, Auckland, New Zealand

Erythrina és un gènere de plantes amb flor de la família Fabaceae.

## Particularitats
Hi ha unes 130 espècies distribuïdes arreu de les zones tropicals i subtropicals de la terra.
Són arbres amb una alçada màxima de 30 m en l'espècie més alta. Són molt utilitzats als parcs urbans de les ciutats del subcontinent indi i l'Àsia del sud-est, car llurs flors són generalment força espectaculars. Els fruits són beines característiques de les fabòidies.
Aquestes plantes són importants com a aliment de les erugues d'alguns lepidòpters, com les de la Endoclita damor, Hypercompe eridanus i Hypercompe icasia. Molts ocells també s'alimenten del nectar d'aquestes flors grans.
Recentment hi ha hagut alguns canvis en la taxonomia del gènere, per exemple E. monosperma és ara Butea monosperma.

## Origen del nom
Erythrina, el nom del gènere, prové del grec antic ερυθρóς (erythros), "roig" o "vermell", en referència al color roig intens de les flors d'algunes espècies representatives.

## Taxonomia
- Erythrina abyssinica DC.
- Erythrina americana Mill. – Colorín,[3] Tzompāmitl[4] (Mèxic)
- Erythrina ankaranensis Du Puy & Labat (Madagascar)
- Erythrina atitlanensis Krukoff & Barneby
- Erythrina berteroana Urb.
- Erythrina burana Chiov. (Etiòpia)
- Erythrina caffra Thunb. – (Àfrica)
- Erythrina corallodendron L. (Hispaniola, Jamaica)
- Erythrina coralloides D.C. (Mèxic, Estats Units)
- Erythrina crista-galli L. – seibo, ceibo, seíbo, bucaré (Argentina, Uruguai, el Brasil, Paraguai)
- Erythrina decora Harms
- Erythrina edulis Micheli – Basul (Andes)
- Erythrina eggersii Krukoff i Moldenke – (Puerto Rico)
- Erythrina elenae Howard & Briggs (Cuba)
- Erythrina euodiphylla Hassk. ex Backh. (Indonèsia)
- Erythrina falcata Benth. – (Brasil)
- Erythrina flabelliformis Kearney
- Erythrina fusca Lour. – bois immortel, bucaré anauco, bucayo, gallito (Pantropical)
- Erythrina haerdii Verdc. (Tanzània)
- Erythrina hazomboay Du Puy & Labat (Madagascar)
- Erythrina herbacea L. – (Mèxic, Estats Units)
- Erythrina humeana Spreng. – (Sud-àfrica)
- Erythrina lanceolata Standl.
- Erythrina latissima E.Mey.
- Erythrina lysistemon Hutch. – (Sud-àfrica)
- Erythrina madagascariensis Du Puy & Labat (Madagascar)
- Erythrina megistophylla (Equador)
- Erythrina mulungu Diels Mart. – Mulungu (Brasil)
- Erythrina perrieri R.Viguier (Madagascar)
- Erythrina poeppigiana (Walp.) O.F.Cook – bucare ceibo
- Erythrina polychaeta Harms (Equador)
- Erythrina rubrinervia Kunth
- Erythrina sacleuxii Hua (Kenya, Tanzània)
- Erythrina sandwicensis O.Deg. – Wiliwili (Hawaii)
- Erythrina schimpffii Diels (Equador)
- Erythrina schliebenii Harms – Llac Latumba (extinta el 1938)
- Erythrina senegalensis DC.
- Erythrina speciosa Andrews (Brasil)
- Erythrina stricta Roxb. – Mandara (Àsia del sud-est)
- Erythrina suberosa Roxb.
- Erythrina tahitensis Nadeaud (Tahiti)
- Erythrina tuxtlana Krukoff & Barneby (Mèxic)
- Erythrina variegata L. – - arbre de corall de l'Índia Sunshine Tree, Roluos (Cambodja), deigo (Okinawa), drala (Fiji), madar (Bangladesh), man da ra ba (Tibet), thong lang (Tailàndia), vông nem (Vietnam)
- Erythrina velutina Willd. (Carib, Amèrica del Sud, illes Galápagos)
- Erythrina verna Vell. (Syn : Erythrina mulungu Mart.) - mulungu (Amèrica del Sud)
- Erythrina vespertilio Benth. – "bean tree" (Austràlia)
- Erythrina zeyheri Harv.

Híbrids:
- Erythrina ×bidwillii Lindl.
- Erythrina ×sykesii Barneby & Krukoff